# Herman Tjeenk Willink

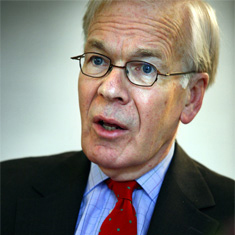
Herman Tjeenk Willink

Herman Tjeenk Willink (* 23. Januar 1942 in Amsterdam) ist ein niederländischer Politiker der Partij van de Arbeid (PvdA).

## Leben
Tjeenk Willink studierte an der Universität Leiden Rechtswissenschaften. Seit 1987 war Tjeenk Willink Senator in der Ersten Kammer der Generalstaaten. Vom 11. Juni 1991 bis 11. März 1997 war Tjeenk Willink als Nachfolger von Piet Steenkamp Präsident der Ersten Kammer der Generalstaaten. Vom 1. Juli 1997 bis 1. Februar 2012 war Tjeenk Willink als Nachfolger von Willem Scholten Vizepräsident des niederländischen Raad van State (Staatsrats). Ihm folgte im Amt des Vizepräsidenten Piet Hein Donner. In den Jahren 1994, 1999, 2010, 2017 und 2021 wurde er als Informateur mit der Regierungsbildung beauftragt. Am 21. Dezember 2012 wurde er zum Staatsminister der Niederlande ernannt. Tjeenk Willink wohnt in Den Haag und ist Taufpate der Kronprinzessin Catharina-Amalia der Niederlande.

## Auszeichnungen und Preise (Auswahl)
- 1997: Ritter des Ordens von Oranien-Nassau
- 2012: Träger des Ordens von Oranien-Nassau (Rittergroßkreuz)
- 2017: Ehrenkreuz des Ordens von Oranien-Nassau[2]